# وسام ناسا للإنجازات الاستثنائية
وسام ناسا للإنجازات الاستثنائية هي جائزة من الإدارة الوطنية للملاحة الجوية والفضاء تم تأسيسه في عام 1991. يتم منحه لكل من قدم مساهمة كبيرة في زيادة كفاءة البرامج الفضائية، تقليل الميزانيات، العلوم والتكنولوجيا التي تساهم بشكل مباشر في مهمات ناسا سواء كانوا أعضاء مدنيين أو رواد فضاء عسكريين.
يمنح الوسام للمديريين المدنيين الذين أشرفوا على نجاح ما لا يقل عن أربع إلى خمس بعثات ناجحة، أما رواد الفضاء فيمكنهم أيضا الحصول على الوسام بعد رحلتين أو ثلاث رحلات فضائية. نظرا لمكانه الوسام الكبيرة، يصرح باستخدامها كزينة عسكرية تضع على الزي العسكري الخاص بالخدمات الفعلية.

## المستلمون البارزون
- كريس أدامي، فيزيائي من مختبر الدفع النفاث.
- ريتشارد أرينستورف، عالم رياضيات من جامعة فاندربيلت.
- جوردن كوبر، رائد فضاء.
- كارل ساجان، فيزيائي وعالم فلك.
- آلان شيبرد، فيزيائي ورائد فضاء.
- جون يونغ، رائد فضاء.
- تشارلز إل بينيت، عالم في الفيزياء الفلكية وعلوم الرصد.
- نانسي رومان، فلكية ومدير تنفيذي في وكالة ناسا.
- ستيفن ماران، عالم فلك.

## المستلمين المختارين حسب السنة
عادة ما يكون هناك أكثر من 100 فائز بهذه الميدالية سنويا، فعلى سبيل المثال، كان هناك 177 مستلمًا في عام 2010.
- بريم تشاند باندي، من مختبر الدفع النفاث، عام 1985 (الوسام وجائزة مالية).
- ديفيد روشبلات، مهندس من مختبر الدفع النفاث، عام 1995.
- جون تي آدمز، من مختبر الدفع النفاث، عام 1997.
- غاري فلاندرو، من جامعة ولاية تينيسي، عام 1998.
- ميغيل سان مارتين، من مختبر الدفع النفاث، عام 1998.
- جوان فاينمان، مختبر الدفع النفاث، عام 2002.
- ستيفن جي اونجار، مركز جودارد لرحلات الفضاء، عام 2002
- كيفين ديلن، من مختبر الدفع النفاث، عام 2004.
- آدم ستيلتزنر، من مختبر الدفع النفاث، عام 2004.
- كيث برسون، مركز مارشال لبعثات الفضاء، عام 2005.
- كارلوس أورتيز لونغو، مركز جونسون للفضاء، عام 2005.
- روبرت شيروود، من مختبر الدفع النفاث، مدير مشروع سفينة علوم المستقل عام 2005.
- رودني فيليبس، مهندس اختبار من مركز مارشال لبعثات الفضاء، عام 2006.
- مايكل دالتون، مهندس أنظمة كمبيوتر من مركز كينيدي للفضاء، عام 2007.
- مايكل إيه غروس، مدير قسم الحمولة في مشروع فينكس، مختبر الدفع النفاث، عام 2009.
- ريان إم ليان، مركز لندون بي جونسون للفضاء، عام 2009.
- إريك بيكر، نائب مدير عمليات الطيران في مركز أبحاث الطيران نيل إيه أرمسترونغ، عام 2009
- جوناثان إتش جيانج، عالم أبحاث في مختبر الدفع النفاث، عام 2010.
- غوستافو كارينو، مشرف إلكترونيات الطيران في مركز أبحاث الطيران نيل إيه أرمسترونغ، عام 2011.
- فيليب هال، نائب مدير المشروع العالمي هوك التابع لمركز بحوث الطيران أرمسترونغ، عام 2011.
- الدكتور تيري دي رولان، من مركز مارشال لبعثات الفضاء، عام 2011.
- إدي زافالا، مدير برنامج سوفيا التابع لمركز أرمسترونغ لبحوث الطيران، عام 2011.
- باتريك هوجان من مركز أميس للأبحاث، عام 2012.
- تشارلز سي كرامر، مركز لانغلي للأبحاث، عام 2012.
- بريت أيه سميث، مختبر الدفع النفاث، عام 2013.
- كوبي بويكينز، مهندس ميكانيكا أول من مختبر الدفع النفاث، عام 2013.[1]
- ستيفن دي فان جيندرين، مهندس تحليل في مركز كينيدي للفضاء، عام 2014.
- جيفري إس ساج، محلل مشتريات في مركز غودارد لرحلات الفضاء، عام 2015.
- جاي نوفسينجر، عام 2015.
- جاستن سي بان، مسئول التعاقد في مركز أميس للأبحاث، عام 2015.
- ديفيد كيه تو، مهندس نظم في مركز أبحاث الطيران نيل إيه أرمسترونغ، عام 2015.
- مركز جنيفر سي فرانزو جون سي ستينس الفضائي، عام 2016.
- كارلوس إيه غوميز روزا، مركز غودارد لرحلات الفضاء، عام 2016.
- ديفيد هوارد ماثيوز، مدير برنامج أمن الاتصالات في مركز أبحاث الطيران نيل إيه أرمسترونغ، عام 2016.[2]

## وصلات خارجية
- جوائز وكالة ناسا.
- قائمة بجوائز ناسا والحاصلين عليها في الفترة ما بين عام 1969-1978.
- الصفحة الرئيسية لموقع ناسا

فيديوهات
- حفل توزيع الجوائز- 2 أغسطس 2018.
- تكريم الفائزين عام 2017.
- حفل توزيع الجوائز عام 2015.